# Nationalité finlandaise

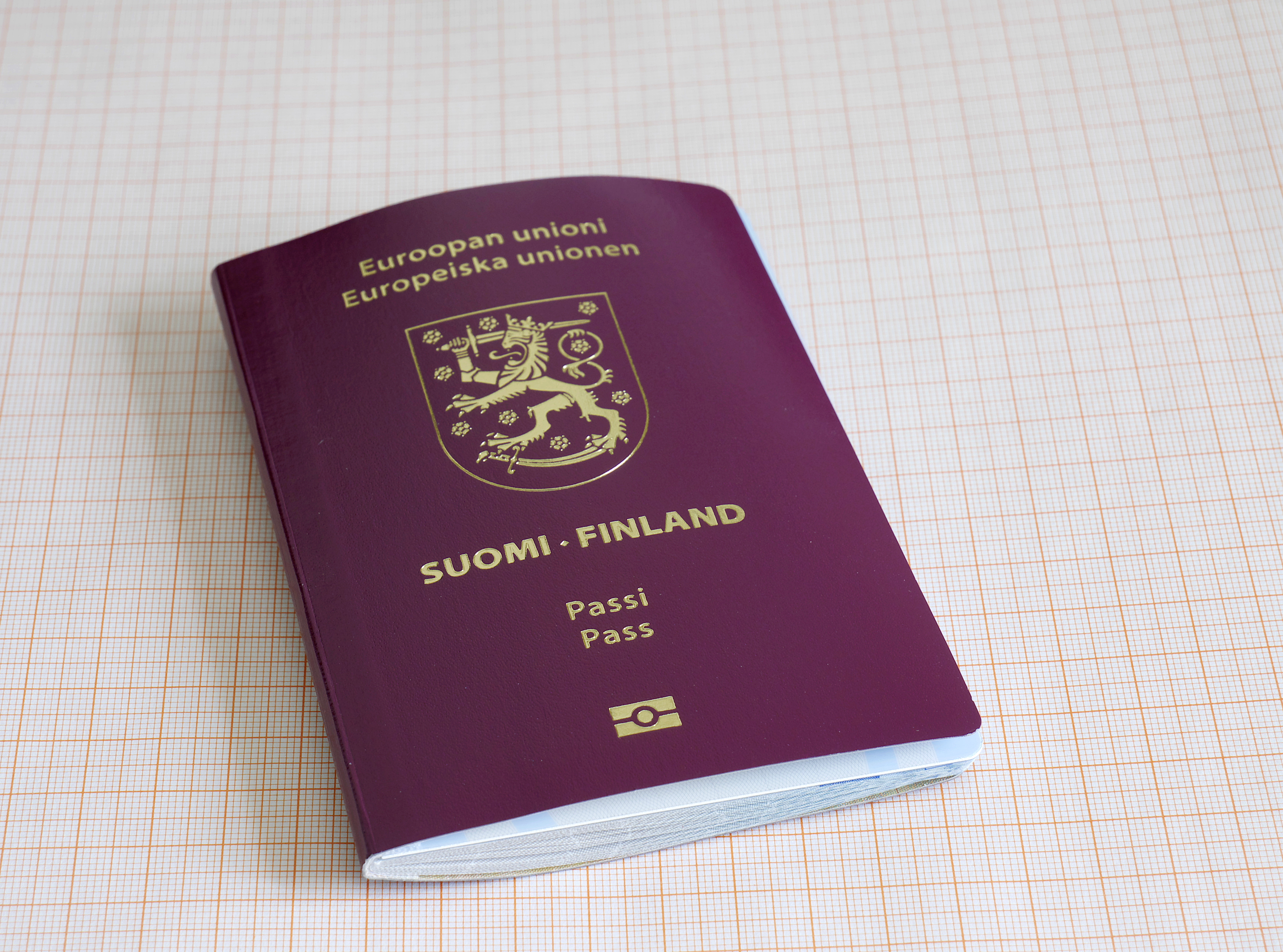
La nationalité finlandaise permet d’obtenir un passeport finlandais.

La nationalité finlandaise est un attribut juridique régi par la loi sur la nationalité finlandaise. La loi la plus récente est entrée en vigueur en 2003 et a été amendée plusieurs fois après cette date. La nationalité constitue un lien entre l’individu et l’État, déterminant les droits et les devoirs de l’individu ainsi que son statut dans le pays. La nationalité finlandaise peut résulter d’une attribution à la naissance ou d’une acquisition par déclaration ou par demande. Comme la Finlande est un État membre de l’Union européenne, la nationalité finlandaise est complétée par la citoyenneté de l’Union européenne.

## Attribution de la nationalité à la naissance ou acquisition de la nationalité par déclaration
La nationalité finlandaise peut résulter d’une attribution à la naissance ou d’une acquisition par une déclaration de nationalité (en finnois, kansalaisuusilmoitus) ou par une demande de naturalisation (en finnois, kansalaisuushakemus). La décision concernant l’acquisition de la nationalité est prise par l’Office national de l’immigration (Migri). La nationalité ne peut être accordée qu’à un demandeur dont l’identité est prouvée de manière fiable. Dans certains cas, l'Office national de l'immigration peut mener une enquête pour déterminer la nationalité du demandeur.
À la naissance, la nationalité peut être attribuée à :
- un enfant né d’une mère de nationalité finlandaise
- un enfant né d’un père de nationalité finlandaise, marié avec la mère de l’enfant
- un enfant né en Finlande hors mariage si le lien de filiation avec le père, de nationalité finlandaise, est établi
- un enfant né d’un père de nationalité finlandaise, décédé avant la naissance de l’enfant et marié avec la mère de l’enfant
- un enfant né en Finlande hors mariage d’un père de nationalité finlandaise, décédé avant la naissance de l’enfant, à condition que l’on établisse le lien de filiation paternelle
- un enfant né en Finlande, ne pouvant avoir aucune autre nationalité à sa naissance ou par une autre voie
- un enfant né en Finlande de parents ayant le statut de réfugié ou bénéficiant d’une autre forme de protection vis-à-vis des autorités de leur État d’origine, l’enfant ne pouvant pas avoir la nationalité de la patrie de ses parents sans la contribution des autorités de ce pays. Si seulement un des parents bénéficie de ladite protection, la nationalité finlandaise n’est accordée à l’enfant qu’à condition qu’il ne peut avoir la nationalité de l’autre parent (ne bénéficiant pas de cette protection) à la naissance ou par une autre voie.

La nationalité finlandaise est attribuée à un enfant adopté âgé de moins de 12 ans au moment où l’adoption est validée en Finlande. Un enfant né hors mariage d’une mère étrangère acquiert la nationalité finlandaise soit au jour du mariage de ses parents soit au jour de l’établissement du lien de filiation paternelle. Un enfant trouvé en Finlande est considéré comme étant de nationalité finlandaise sauf preuve du contraire. Un enfant né à l’étranger dans un navire ou dans un aéronef battant pavillon finlandais est considéré comme né en Finlande. Par ailleurs, un enfant né en Finlande de parents de nationalité inconnue est considéré comme étant de nationalité finlandaise. Si la nationalité des parents est déterminée postérieurement, l’enfant acquiert leur nationalité. Pourtant si l’on n’a pas pu déterminer la nationalité des parents avant que l’enfant n’ait cinq ans, celui-ci conserve la nationalité finlandaise.
Par déclaration, la nationalité finlandaise peut être accordée à :
- un enfant né à l’étranger hors mariage d’un père de nationalité finlandaise, à condition qu’on établisse le lien de filiation paternelle
- un enfant âgé de moins de 18 ans, adopté après l’âge de 12 ans par un citoyen finlandais
- toute personne entre 18 et 22 ans 
  - domiciliée en Finlande pendant au moins 10 ans, dont deux ans de résidence continue précédant immédiatement le dépôt de la déclaration ou
  - né en Finlande et y ayant habité (ou, avec certaines restrictions, ayant habité dans un autre pays nordique) pendant au moins six ans
  - à condition que cette personne n’ait pas fait l’objet d’une condamnation à une peine d’emprisonnement.

En outre, pendant un état d’urgence, un citoyen ou ancien citoyen d’un État ennemi ne peut pas acquérir la nationalité finlandaise. La fourniture de fausses informations aux autorités empêche également l’acquisition de la nationalité par déclaration.
Par déclaration, la nationalité finlandaise peut être acquise également par : 
- une personne ayant perdu la nationalité finlandaise, à condition que la déchéance de la nationalité ne soit pas due à la fourniture de fausses informations aux autorités ou à l’annulation du lien de filiation paternelle
- une personne qui a acquis la nationalité d’un autre pays nordique autrement que par naturalisation et qui a vécu en Finlande pendant cinq années consécutives précédant immédiatement le dépôt de la déclaration de nationalité, à condition que cette personne n’ait pas fait l’objet d’une condamnation à une peine d’emprisonnement pendant ce temps.

La personne ayant déposé une déclaration de nationalité intègre la nationalité finlandaise à la date du dépôt de la déclaration ou au moment où les conditions requises pour l’acquisition de la nationalité sont remplies.

## Acquisition de la nationalité finlandaise par demande
La procédure standard pour acquérir la nationalité finlandaise après la naissance est de la réclamer par demande. En règle générale, la nationalité peut être attribuée sur demande si : 
- la personne souscrivant la demande a 18 ans révolus ou qu’elle est mariée même si elle a moins de 18 ans
- le demandeur est domicilié en Finlande et y a résidé habituellement 
  - pendant cinq ans précédant la demande et de façon ininterrompue (période de résidence ininterrompue) ou
  - pendant sept ans depuis l’âge de 15 ans, dont deux ans précédant la demande de façon ininterrompue (période de résidence accumulée)
- le demandeur n’a pas commis d’infractions ou a commis seulement des infractions pour lesquelles la peine la plus sévère est une amende et n’a pas fait l’objet d’une interdiction d’approcher une personne (exigence d’intégrité)
- le demandeur n’a pas, de façon essentielle, manqué à ses obligations alimentaires envers ses enfants ou à ses obligations pécuniaires de droit public
- le demandeur peut, d'une manière fiable, fournir un rapport sur ses moyens de subsistance et
- le demandeur parle et écrit la langue finnoise ou suédoise d’une manière satisfaisante ou possède des connaissances équivalentes dans la langue des signes finnoise ou finno-suédoise (exigence de compétences linguistiques).

Néanmoins, la nationalité ne peut pas être acquise si :
- l’on soupçonne que la naturalisation peut compromettre la sécurité nationale ou l’ordre public ou
- l’objectif du demandeur n’est que de bénéficier des avantages provenant de la nationalité sans qu’il n’ait l’intention de s’installer en Finlande
- pour une autre raison grave, étant donné la situation globale du demandeur, la naturalisation n’est pas conforme à l’intérêt de l’État.

Une période de quatre ans de résidence ininterrompue (ou une période de six ans de résidence interrompue) est suffisante pour l’acquisition de la nationalité si :
- le demandeur satisfait à l’exigence de compétences linguistiques et qu’il a des liens étroits avec la Finlande
- le demandeur est époux ou veuf d’un citoyen finlandais et que les époux ont habité ensemble pendant trois ans
- le demandeur a le statut de réfugié en Finlande ou bénéficie de la protection internationale ou qu’il est apatride contre sa volonté.

Toute personne ayant la nationalité d’un autre pays nordique peut acquérir la nationalité finlandaise après une période de résidence ininterrompue de deux ans.
Un enfant peut acquérir la nationalité finlandaise en même temps que la personne ayant l’autorité parentale si celle-ci annexe une demande concernant cet enfant à sa propre demande de naturalisation. Seul, l’enfant peut acquérir la nationalité par une demande de naturalisation déposée par la personne ayant l’autorité parentale ou par son tuteur, si
- la personne souscrivant la demande est de nationalité finlandaise et que l’enfant habite chez elle
- la naturalisation est, pour d’autres raisons, dans le meilleur intérêt de l’enfant.

C’est l’âge de l’enfant qui détermine les conditions requises pour la naturalisation.
L’exigence d’intégrité vise à empêcher les criminels d’acquérir la nationalité finlandaise. Cette exigence est interprétée au sens large ; même une infraction qui n’a pas fait l’objet d’une condamnation peut être prise en compte. En l’absence d’autres condamnations, les amendes forfaitaires n’influent pas sur l’acquisition de la nationalité. Le cas échéant, l’Office national de l’immigration peut imposer une période probatoire pour le dépôt de demande de naturalisation. Pendant cette période, aucune condamnation pénale n’est permise. 
- Pour une peine d'emprisonnement sans sursis, la période probatoire est de trois à sept ans à partir de la date où la peine a été purgée, (dans le cas d’une libération conditionnelle, à partir de la fin de la période de probation)
- pour une peine de prison avec sursis, pour une peine de travail d'intérêt général et pour une sanction applicable aux mineurs, la période probatoire est de deux à quatre ans à partir de la date où l’infraction a été commise et
- pour une amende plus grave qu’une amende forfaitaire, d’un an à trois ans à partir de la date où l’infraction a été commise.

Si l’intéressé a été condamné à plusieurs peines, la durée de la période probatoire est basée sur la période d’attente correspondant à la peine la plus longue. 
Après la période probatoire, le demandeur doit introduire une nouvelle demande de naturalisation.

## Répudiation et perte de la nationalité
Une personne peut répudier sa nationalité finlandaise par demande si elle possède ou veut acquérir la nationalité d’un autre État. La demande n’est pas acceptée si le demandeur est domicilié en Finlande ou si la demande est formulée pour éviter les obligations provenant de la nationalité finlandaise. Si le demandeur n’a pas d’autre nationalité, il peut répudier la nationalité finlandaise à la seule condition qu’il acquière une autre nationalité. En outre, les pièces justifiant l’acquisition d’une autre nationalité doivent être communiquées dans les délais requis. Ce n’est qu’après réception des pièces justificatives que l’Office national d’immigration donne l’attestation certifiant que la condition est satisfaite, à savoir que la répudiation de la nationalité finlandaise est acceptée.
L’objectif de la loi sur la nationalité finlandaise est de prévenir l’apatridie, c’est-à-dire le fait de n’avoir aucune patrie. Par conséquent, une personne ne peut pas perdre la nationalité finlandaise si elle n’a pas d’autre nationalité ou ne peut pas en acquérir une.
Un enfant peut perdre la nationalité finlandaise lui attribuée en raison de la filiation paternelle. Une filiation paternelle établie en raison du mariage entre la mère est le père peut être annulée si une demande aboutissant à l’annulation est déposée avant que l’enfant n’atteigne l’âge de cinq ans. Si la filiation a été établie par reconnaissance de paternité, l’enfant perd la nationalité finlandaise si une demande aboutissant à l’annulation est déposée avant que cinq ans ne se soient écoulés de la reconnaissance. L’âge de l’enfant et ses liens avec la Finlande sont pris en compte dans la prise de décision concernant ces cas.
Une personne peut perdre la nationalité finlandaise acquise par demande s’il apparaît ultérieurement que le demandeur avait fourni de fausses informations ou qu’il avait caché des informations aux autorités. Ces informations doivent être de telle nature qu’elles auraient entraîné le refus de la demande de naturalisation. Les autorités doivent intenter le procès visant à la déchéance de nationalité avant que cinq ans ne se soient écoulés de la naturalisation. 
Une personne ayant la nationalité finlandaise et une autre nationalité peut perdre sa nationalité finlandaise après avoir eu 22 ans s’il n’a pas de liens suffisants avec la Finlande. Il existe un lien suffisant si, avant d’avoir 22 ans, la personne :
- est née est domiciliée en Finlande ou
- a été domiciliée en Finlande ou a résidé habituellement dans un autre pays nordique pendant au moins sept ans avant d’avoir 22 ans

Un lien suffisant avec la Finlande existe aussi si après avoir eu 18 ans mais avant d’avoir eu 22 ans, la personne :
- a souscrit une déclaration écrite afin de conserver la nationalité finlandaise auprès de l’officier de l’état civil (Registres locaux, en finnois : maistraatti) ou à une représentation diplomatique finlandaise ou à un consulat dirigé par un fonctionnaire (et non pas au consulat honoraire ou consulat général honoraire) ou
- a demandé ou obtenu un passeport finlandais ou
- a effectué ou est en train d’effectuer en Finlande le service militaire, le service civil ou le service militaire volontaire des femmes ou
- a acquis la nationalité finlandaise par demande ou par déclaration.

Tous les ans, l’Office national d’immigration contacte les personnes qui vont avoir 18 ans pendant l’année en question et risquent de perdre la nationalité finlandaise quand ils auront 22 ans, les informant sur les différents moyens de garder leur nationalité après leur 22e anniversaire. Ces instructions sont envoyées aux jeunes personnes ayant une adresse permanente dans les registres publics, mais domiciliées en Finlande pendant moins de sept ans au total. En outre, il faut noter que le « lien suffisant » mentionné dans la loi sur la nationalité n’est pas forcément le même que celui mentionné dans la loi sur le service militaire.

## Effets de la nationalité
Une personne de nationalité finlandaise jouit de tous les droits politiques, dont le plus important est le droit de voter et de se porter candidat aux élections nationales. En ce qui concerne la sécurité sociale, les effets de la nationalité ne sont pas sans ambiguïté. Dans la plupart des lois relatives à la sécurité sociale, un résident permanent est assimilé à un citoyen finlandais. En revanche, les lois excluent souvent de leur champ d’application les citoyens résidant en dehors de la Finlande. Dû à la législation européenne, la nationalité finlandaise n’est plus requise pour la plupart des fonctions étatiques. Néanmoins, la nationalité finlandaise est exigée pour devenir fonctionnaire à la police, dans le corps des gardes-frontières, à la douane, à la justice et dans les organes étatiques les plus hauts.
Un citoyen finlandais est toujours automatiquement citoyen de l’Union européenne, d’où les droits de libre circulation, de travail et d’affiliation au système de sécurité sociale du pays de résidence. Dans les pays nordiques, ces privilèges peuvent être encore plus étendus que sur le plan européen. Le passeport finlandais, octroyé seulement aux citoyens finlandais, donne droit à la libéralisation du régime des visas dans plusieurs pays. Un citoyen finlandais a toujours le droit d'entrer en Finlande et, en règle générale, le droit de refuser une extradition vers un autre pays.
La nationalité finlandaise implique l’obligation de respecter les lois finlandaises également en dehors du territoire finlandais. Une infraction commise par un citoyen finlandais contre un compatriote est du ressort du code pénal finlandais, quel que soit le lieu de l’infraction. Un citoyen finlandais doit également respecter les lois finlandaises dans les zones maritimes internationales et en Antarctique. En ce qui concerne les impôts et l’exigence de compétences linguistiques, les citoyens finlandais peuvent être traités différemment des étrangers. Le service militaire ne revient qu’aux citoyens finlandais et aux apatrides résidant en Finlande et déclarés conscrits.